# Bilten
Bilten é uma comuna da Suíça, no Cantão Glaris, com cerca de 1.983 habitantes. Estende-se por uma área de 15,87 km², de densidade populacional de 125 hab/km². Confina com as seguintes comunas: Benken (SG), Niederurnen, Reichenburg (SZ), Schänis (SG), Schübelbach (SZ).
A língua oficial nesta comuna é o Alemão.